# Montboucher-sur-Jabron
Montboucher-sur-Jabron ist eine französische Gemeinde mit 2.559 Einwohnern (Stand: 1. Januar 2022) im Département Drôme in der Region Auvergne-Rhône-Alpes. Montboucher-sur-Jabron gehört zum Arrondissement Nyons und zum Kanton Montélimar-2. 

## Geographie
Montboucher-sur-Jabron liegt am Rande der Provence am Jabron, der auch die südliche bzw. südöstliche Gemeindegrenze bildet. Hier mündet auch sein Zufluss Vermenon. Umgeben wird Montboucher-sur-Jabron von den Nachbargemeinden Sauzet im Norden, La Bâtie-Rolland im Osten, Puygiron im Osten und Südosten, Espeluche im Süden sowie Montélimar im Westen.
Durch die Gemeinde führt die Autoroute A7.

## Bevölkerungsentwicklung
| Jahr                       | 1962 | 1968 | 1975 | 1982 | 1990 | 1999 | 2006 | 2016 |
| -------------------------- | ---- | ---- | ---- | ---- | ---- | ---- | ---- | ---- |
| Einwohner                  | 639  | 667  | 693  | 1042 | 1278 | 1424 | 1823 | 2273 |
| Quellen: Cassini und INSEE |      |      |      |      |      |      |      |      |

## Sehenswürdigkeiten
- früheres Kastell
- Schloss
- Wehrhaus